# 李宸妃
宸妃李氏（しんひ りし）は、北宋の第3代皇帝真宗の側室。仁宗の実母で、章懿皇后（しょういこうごう）の諡号が贈られた。

## 経歴
杭州銭塘県の人。庶民の李仁徳と妻の董氏の間の娘。最初は尼僧となったが、後宮に入って美人劉氏（後の章献皇后）の侍女となった。寡黙にして荘重な性格だったという。真宗と関係して趙禎（後の仁宗）を産んだが、真宗の許可で子は奪われて劉氏の子とされた。他の后妃が産んだ5人の男子はみな早世していたため、その太子を生んだ「功績」により、劉氏は皇后に昇進した。李氏は身分低い妃嬪にして崇陽県君に封ぜられた。その後公主を産んで、大中祥符9年（1016年）2月に才人となり、天禧2年（1018年）9月に婉儀（従一品嬪）にいたった。
真宗が崩ずると、順容（従一品嬪）に進封され、園陵の奉仕にあたった。明道元年（1032年）、病が重くなり、宸妃の位に進められて、まもなく2月に死去した。翌年、皇太后劉氏も崩じると、仁宗ははじめて李宸妃が実母であったことを知り、深く哀悼した。李宸妃は皇太后として追尊され、荘懿と諡された。慶暦4年（1044年）11月、夫の諡を重ねて「章懿」と改諡された。
その後、仁宗は実母を哀れに思い、自身の長女の福康公主（荘孝帝姫）を李宸妃の甥（弟の李用和の次男で、仁宗の従弟）の李瑋に降嫁させた。しかし夫婦仲が悪く、結局離婚した。

## 子女
- 趙禎（仁宗）
- 恵国公主（静一帝姫）

## 史跡
- 中華民国（台湾）彰化県の慶安宮：李宸妃が娘娘として祀られている。

## 話本と京劇における李宸妃
- 「狸猫換太子」の故事の女主人公と言える。

## 伝記資料
- 『宋史』巻242 后妃伝上 李宸妃伝
- 『宋会要輯稿』巻12 后妃一 章懿李太后